# Probe 16

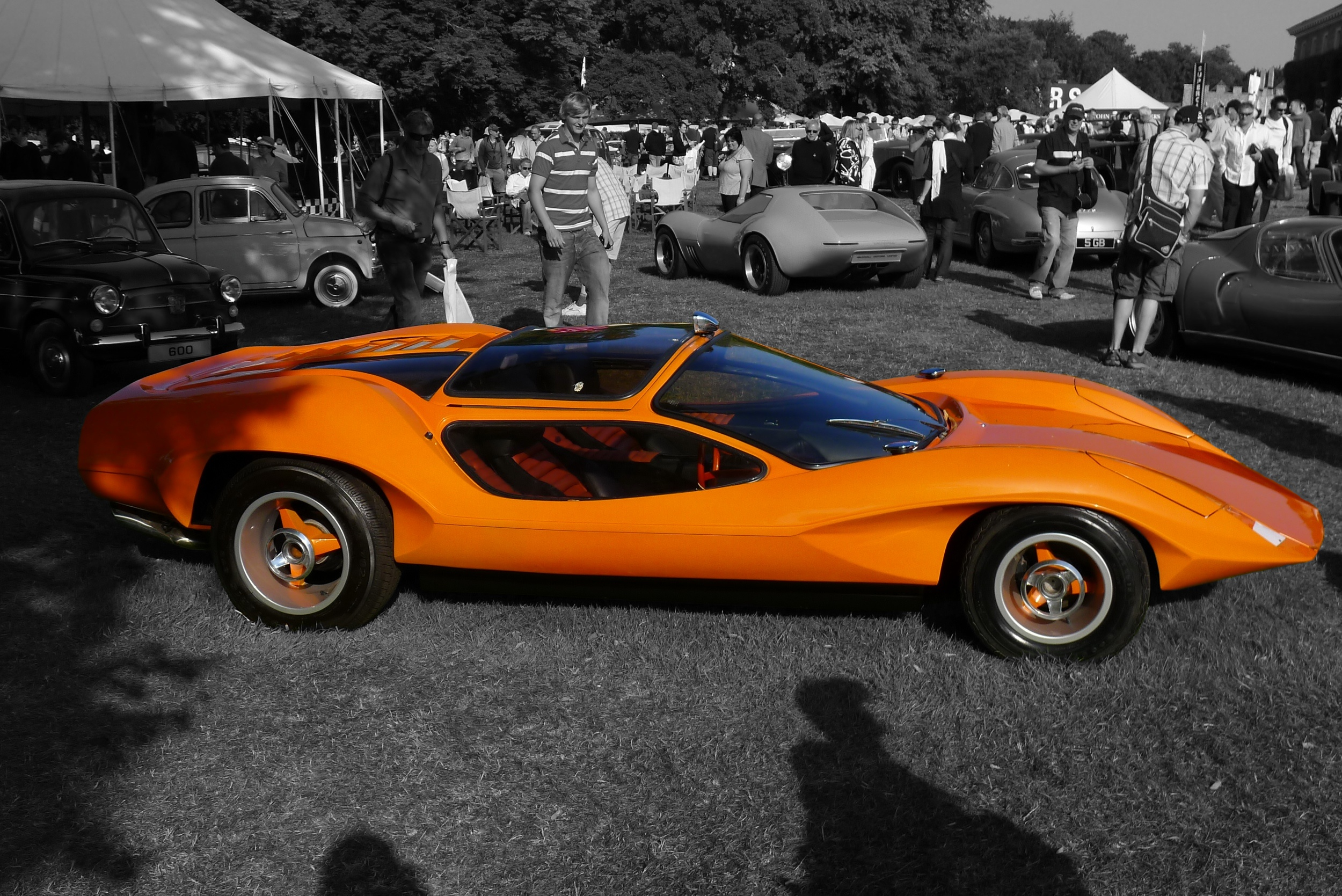
Adams Brothers Probe 16

M-505 Adams Brothers Probe 16 byl britský automobil navržený designéry automobilky Marcos. Poháněl ho motor z vozu Austin 1800. Celkem byly v roce 1969 vyrobeny 3 kusy, všechny se dochovaly dodnes v Británii, USA a Kanadě.
Vůz si zahrál ve filmu Mechanický pomeranč pod názvem Durango 95 a v motoristickém magazínu Top Gear bojoval jeden exemplář o renovaci.